# Galium hupehense
Galium hupehense är en måreväxtart som beskrevs av Renato Pampanini. Galium hupehense ingår i släktet måror, och familjen måreväxter. Inga underarter finns listade i Catalogue of Life.